# جيولا غروسيكس
جيولا غروسيكس (بالمجرية: Grosics Gyula) كان لاعب كرة قدم مجري كان يلعب كحارس مرمى. سبق له أن لعب في كأس العالم لكرة القدم مع منتخب بلاده. فاز بميدالية أوليمبية في مسابقة كرة القدم. لعب خلال مسيرته 394 مباراة سجل خلالها 0 أهداف.

## المسيرة الاحترافية

### أندية لعب لها
- نادي بودابست هونفيد لكرة القدم

## روابط خارجية
- جيولا غروسيكس على موقع الاتحاد الدولي (مؤرشف)  (الإنجليزية)
- جيولا غروسيكس على موقع قاعدة بيانات كرة القدم.إي يو (الإنجليزية)
- جيولا غروسيكس على موقع ناشيونال فوتبول تيمز (الإنجليزية)
- جيولا غروسيكس على موقع Soccerway.com (الإنجليزية)
- جيولا غروسيكس على موقع عالم كرة القدم.نت (الإنجليزية)
- جيولا غروسيكس على موقع أوليمبيديا (الإنجليزية)